# Disturbio de Houston de 1917
El motín racial de Houston de 1917, también conocido como el Motín de Camp Logan, fue un motín protagonizado por 156 soldados del 24º Regimiento de Infantería del Ejército de los Estados Unidos, integrado exclusivamente por afroamericanos, que tuvo lugar el 23 de agosto de 1917 en Houston, Texas. El incidente se produjo en un clima de abierta hostilidad por parte de los miembros del Departamento de Policía de Houston (HPD), compuesto exclusivamente por blancos, contra los miembros de la comunidad negra local y los soldados negros destinados en Camp Logan. Tras un incidente en el que agentes de policía detuvieron y agredieron a algunos soldados negros, muchos de sus compañeros se amotinaron y marcharon a Houston, donde abrieron fuego y mataron a once civiles y cinco policías. También murieron cinco soldados, algunos por fuego amigo.
De acuerdo con la política de la época, 118 soldados fueron juzgados en tres consejos de guerra; 110 fueron condenados, 19 ejecutados y 63 condenados a cadena perpetua. Gregg Andrews, autor de Thyra J. Edwards: Black Activist in the Global Freedom Struggle, escribió que los disturbios "sacudieron las relaciones raciales en la ciudad y crearon las condiciones que ayudaron a desencadenar una oleada de activismo racial en tiempos de guerra en todo el estado".
En noviembre de 2023, el Ejército anuló las 110 condenas.